# Lago East Grand
O lago East Grand está localizado entre o Maine (Estados Unidos) e a província de New Brunswick (Canadá).

## Descrição
Por este lago passa a fronteira Canadá-Estados Unidos. Nos Estados Unidos o lago ocupa territórios do estado do Maine, mais precisamente no Condado de Washington e no Condado de Aroostook, enquanto no Canadá, em New Brunswick, estabelece a fronteira ocidental do Condado de York.
Este lago faz parte da grande Cadeia de lagos Chiputneticook, que também inclui o lago Spednic, o lago North, e o lago Palfrey que conjuntamente formam as cabeceiras do rio Saint Croix.
Antigamente este conjunto lagunar tenha a denominação de lagos Shoodic.
Este lago é bastante conhecido tanto pela qualidade do seu peixe como pela beleza da paisagem que cria e o envolve. É um lago bastante extenso, com 35 km de comprimento por 4 km de largura no seu ponto mais largo. A profundidade máxima medida foi de 39 metros (128 pés).
Entre as várias espécies piscícolas que aqui se encontram destacam-se o salmão-do-litoral, a truta-do-lago, a perca-amarela, a perca-branca, a perca-americana e a enguia-americana.